# Ron Lea
Ron Lea es un actor canadiense. Lea ha realizado apariciones en muchas películas de televisión, pero es conocido por Doc, Street Legal, y This is Wonderland. Lea también trabajó como director durante algunos episodios de Doc.
Lea nació en Montreal y asistió a la Universidad Concordia antes de mudarse para formarse como actor en la Escuela Nacional de Teatro. Su carrera despegó después de aparecer en varias producciones locales de teatro.

## Filmografía
- Happy Birthday to Me (1981)
- Tennessee's Partner (~1983)
- The Gunrunner (1984)
- The Surrogate (1984)
- The Blue Man (TV-1985)
- Wild Thing (1987)
- Tommy Tricker and the Stamp Traveler (1988)
- Shades of Love: The Emerald Tear (TV-1988)
- Criminal Law (1988)
- The Phone Call (TV-1989)
- The Carpenter (1989)
- Blind Fear (1989)
- Red Earth, White Earth (TV-1989)
- Jesús de Montreal (Jésus de Montréal) (1989)
- The Gunrunner (1989)
- Princes in Exile (1990)
- Cursed (1990)
- The Return of Elliot Ness (TV-1991)
- La vie fantôme (1992)
- The Diamond Fleece (TV-1992)
- Clearcut (1991)
- The Neighbour (1993)
- Bonds of Love (TV-1993)
- Spike of Love (1994)
- Replikator (1994)
- Vanished (TV-1995)
- The Possession of Michael D. (TV-1995)
- Long Island Fever (TV-1995)
- Iron Eagle IV (1995)
- Ebbie (TV-1995)
- Shadow Zone: The Undead Express (TV-1996)
- Lies He Told (TV-1997)
- A Boy's Own Story (1997)
- Giving Up the Ghost (TV-1998)
- Escape from Mars (TV-1999)
- Crime in Connecticut: The Story of Alex Kelly (TV-1999)
- Sea People (TV-1999)
- A Map of the World (1999)
- Diagnosisː Murder - Episodio: "Seven Deadly Sins" - Ira Janos
- After Amy (TV-2001)
- Dorian (2001)
- All Around the World (TV-2002)
- The Recruit (2003)
- Hurt (2003)
- Summer with the Ghosts (2003)
- A Different Loyalty (2004)
- A Home at the End of the World (2004)
- Mayday (TV-2005)
- Steel Toes (2006)
- The Sentinel (2006)
- Absolution (TV-2006)
- Victor (TV-2007)
- Punisher: War Zone (2008)
- Spearfield's Daughter (miniserie, 1986)
- Street Legal (1990–1994)
- Catwalk (1994)
- Degree of Guilt (miniserie, 1995)
- Omertà: La loi du silence (1996)
- Wind at My Back (1996)
- Omertà II: La Loi du silence (miniserie, 1997)
- Omertà - Le dennier des hommes d'honneur (1999)
- Live Through This (2000)
- Doc (2001)
- Il Duce canadese (miniserie, 2004)
- This Is Wonderland (2005–2006)
- Casino (2006)
- Bon Cop, Bad Cop (2006)
- Supernatural (2006) - Travis
- Race to Mars (miniserie, 2007)
- Saw IV (2007)
- Punisher: War Zone (2008)
- Impact (miniserie, 2008)
- Cyberstalker (2012)
- Offline (TV, 2012)
- Imaginaerum (film, 2012)
- O (TV, 2012)
- The Best Laid Plans (2014)
- How to Build a Better Boy (TV-2014)
- The Strain (TV, 2015)